# Castello di Balloch

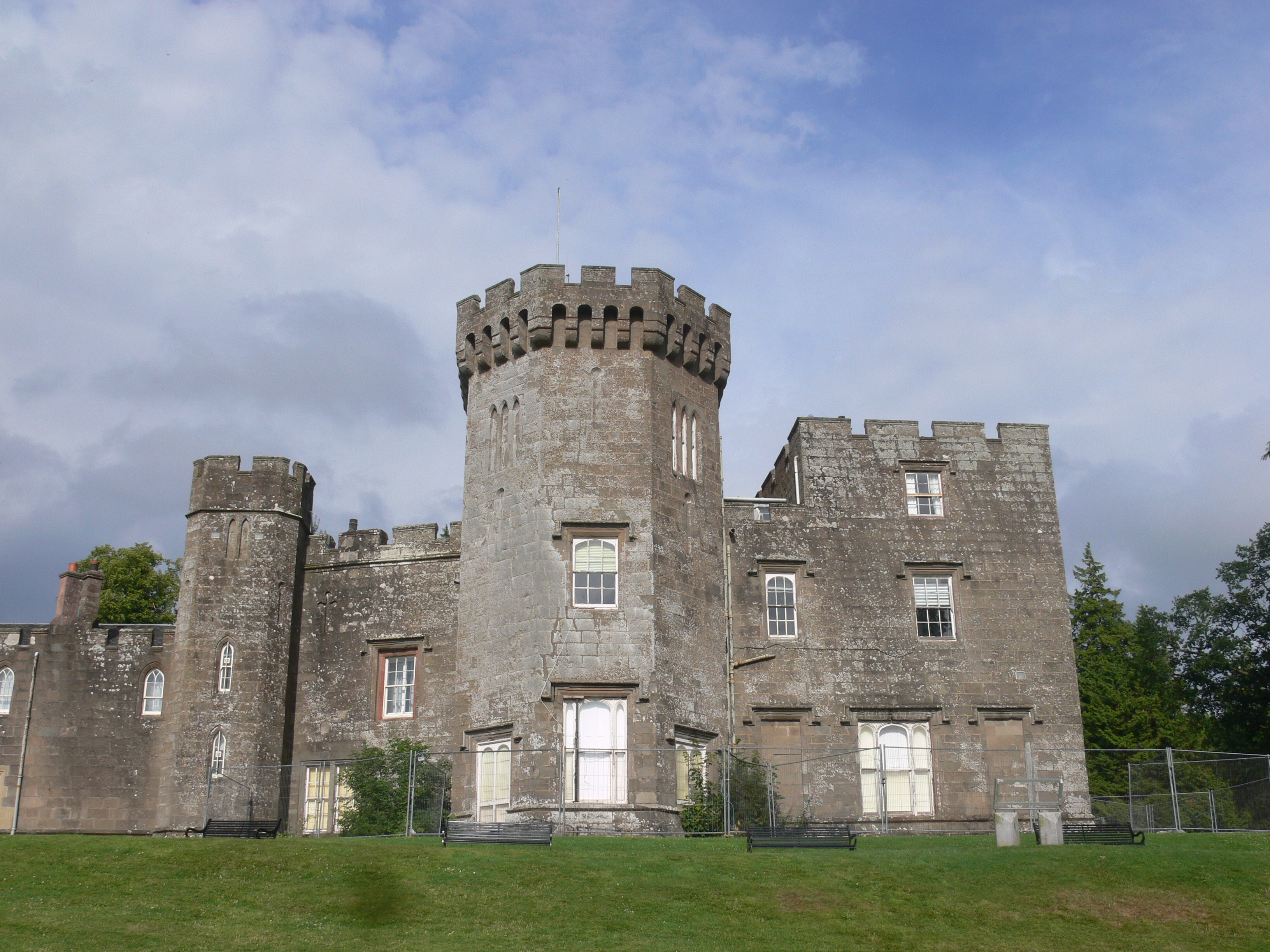
Facciata del castello di Balloch

Il castello di Balloch (in inglese: Balloch Castle) è uno storico edificio in stile gotico del villaggio scozzese di Balloch, sulle sponde del Loch Lomond, costruito nel tra il 1808 e il 1809 da John Lugar per John Buchanan di Ardoch sulle rovine di una fortezza del XIII secolo appartenuta alla famiglia Lennox. Assieme al Tullichewan Castle e al Boturich Castle, è uno dei tre castelli costruiti da John Lugar nel Dunbartonshire.

## Storia
La fortezza originaria venne fatta costruire nel 1238 dalla famiglia Lennox, alla quale era stata ceduta la proprietà nel 1072, da Malcolm III. I Lennox abbandonarono la struttura intorno al 1390, non ritenendola troppo sicura.
L'anitco castello fu quindi ceduto nel XV secolo alla famiglia Stewart, ma tornò in seguito nelle mani della famiglia Lennox. Il castello, ormai in stato di abbandono, cessò però di essere di proprietà della famiglia Lennox, nel 1652 quando venne ceduto da Giacomo, IV duca di Lennox a John Colquhoun di Lux, che però non fece ricostruire l'edificio.
Il nuovo castello venne costruito a partire dal 1808 per John Buchanan di Ardoch. Nel nuovo edificiò, progettato da John Lugar, vennero incorporate alcune delle mura dell'antica fortezza.
Nel 1830, la proprietà venne ceduta a Gibson Scott, il quale apportò sensibili modifiche ai giardini, prima di cederlo nel 1845 a A.J. Dennistoun-Brown.
Il castello di Balloch rimase di proprietà della famiglia Dennistoun-Brown  fino al 1914, quando venne acquisito dalla Glasgow Corporation per la somma di 30.000 sterline.

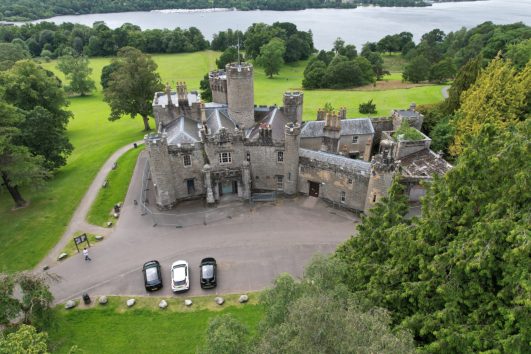
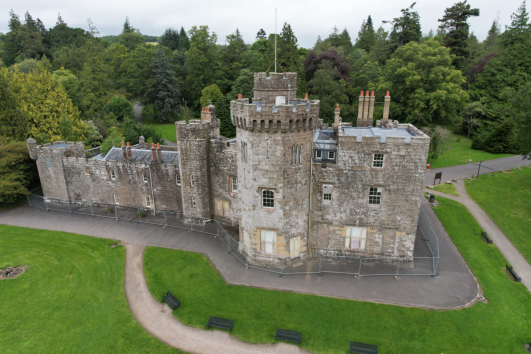
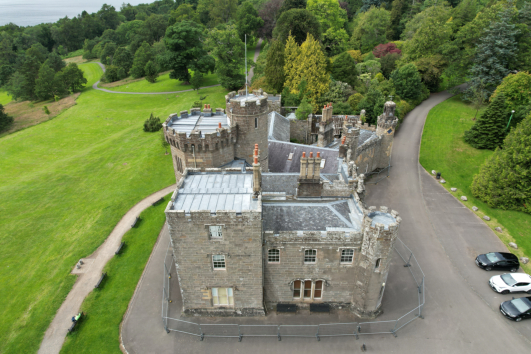
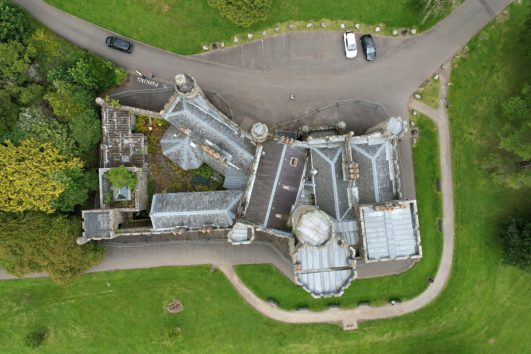

## Architettura
Nella parte centrale della struttura, si erge una torre ottagonale.